# Dipturus gigas
Dipturus gigas es una especie de pez de la familia de los Rajidae en el orden de los Rajiformes.

## Morfología
Los machos pueden llegar a alcanzar los 140 cm de longitud total

## Reproducción
Es ovíparo y las hembras ponen huevos envueltos en una cápsula córnea.

## Alimentación
Come invertebrados y peces

## Hábitat
Es un pez de mar y de aguas profundas que vive entre 300-400 m de profundidad.

## Distribución geográfica
Se encuentra en el Océano Pacífico occidental: el Japón, el Mar de la China Oriental y Filipinas. 

## Observaciones
Es inofensivo para los humanos. 